# 시리 로우히

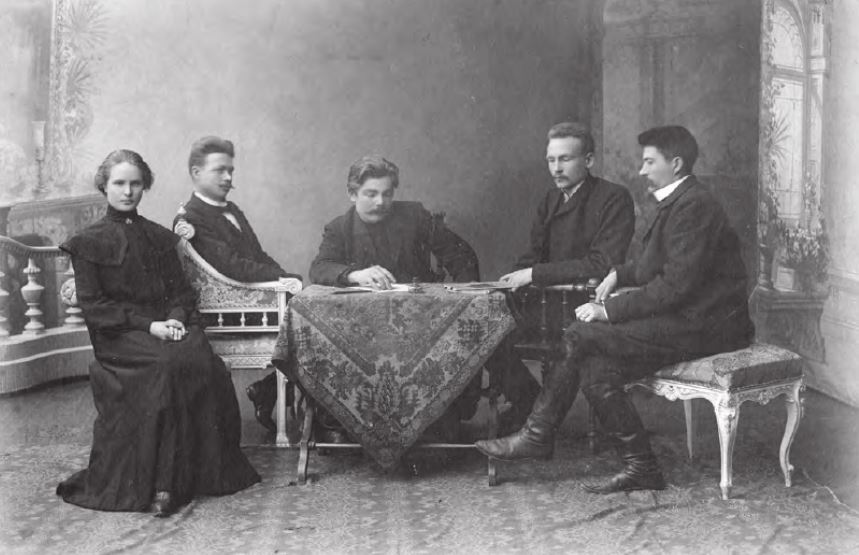
탐페레 총파업위원회. 왼쪽부터 시리 로우히, 헤이키 린드로스, 위리외 매켈린, 비흐토리 코소넨, 에투 살린

시리 로우히(핀란드어: Siiri Louhi: 1886년-1963년)는 핀란드의 노동운동가, 사회민주당원이다. 사무계원으로 일하다 1901년 15세 때 탐페레 노동자협회에 가입했고, 이후 사회민주당에 입당하여 핀란드 사회민주여성동맹에서 활동했다.
1905년 총파업 당시 탐페레 지역 총파업위원회 위원으로, 적색선언에 연서자 중 한 명으로 서명했다. 또한 총파업과 연계된 탐페레 투표권위원회에서도 알마 요키넨, 엘렌 매켈과 함께 위원으로 활동했다.